# Staroskrzydłe
Staroskrzydłe (Palaeoptera) – grupa owadów uskrzydlonych, w niektórych systemach wyróżniana w randze infragromady; nazwa pochodzi od greckich słów παλαιός (palaiós – stary) i πτερόν (pterón – skrzydło).
Entomolog rosyjski Andriej Martynow podzielił podgromadę owadów uskrzydlonych (Pterygota) na dwie grupy:
- Palaeoptera Martynov, 1923 (staroskrzydłe), które generalnie nie mogę składać skrzydeł wzdłuż odwłoka;
- Neoptera Martynov, 1923 (nowoskrzydłe), posiadające taką umiejętność[2].

Do staroskrzydłych należą:
- ważki (Odonata) i pokrewne im wymarłe rzędy;
- jętki (Ephemeroptera)
- wymarły nadrząd Palaeodictyopterida, obejmujący cztery rzędy.

Grupa ta jest czasem (nie zawsze) uznawana za parafiletyczną, więc w takim przypadku w systemach opartych na zasadach kladystyki nie wyróżnia się jej. Większość gatunków owadów należy do nowoskrzydłych.